# El Port de la Selva

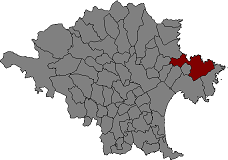
Położenie gminy na mapie comarki Alt Empordà.

El Port de la Selva – gmina w Hiszpanii,  w Katalonii, w prowincji Girona, w comarce Alt Empordà.
Powierzchnia gminy wynosi 41,62 km². Zgodnie z danymi INE, w 2005 roku liczba ludności wynosiła 921, a gęstość zaludnienia 22,13 osoby/km². Wysokość bezwzględna gminy równa jest 12 metrów. Współrzędne geograficzne gminy to 42°20'24"N, 3°12'22"E.

## Miejscowości
W skład gminy wchodzi 18 miejscowości, w tym miejscowość gminna o tej samej nazwie:
- S'Arnella – liczba ludności: 3
- Barlovent – 1
- Beleser – 7
- Cap de Vol – 5
- Cap de Vol i el Far de s'Arenella – 1
- Erola – 16
- Les Figuerasses – 5
- El Mirador – 13
- La Móra – 41
- Panoramar – 10
- Perabeua – 0
- El Port de la Selva – 776
- Port de la Vall – 0
- El Rec de Canet – 13
- Santa Isabel – 0
- Tamariua – 3
- La Vall de Santa Creu – 22
- La Vista – 5

## Demografia
- 1900 – 1441
- 1930 – 1050
- 1950 – 901
- 1970 – 958
- 1986 – 768
- 1991 – 761
- 1996 – 813
- 2001 – 760
- 2004 – 922
- 2005 – 921